# Bateria kuchenna

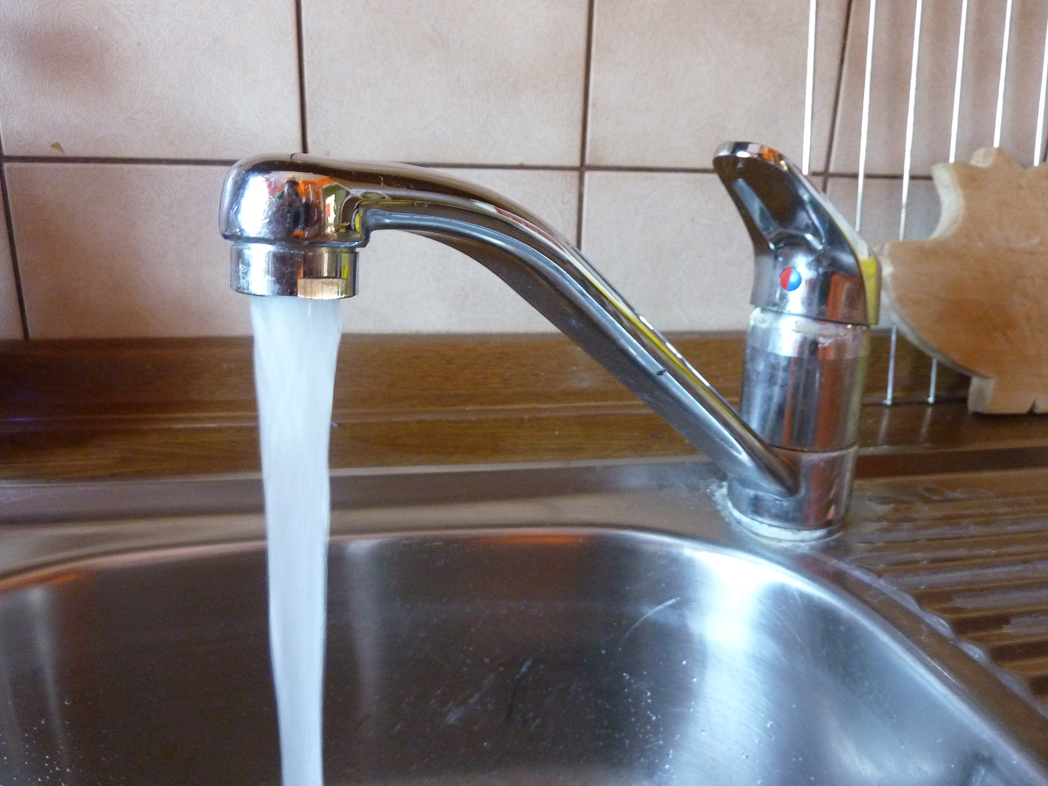
Bateria kuchenna sztorcowa

Bateria kuchenna – rodzaj baterii wodociągowej służący do zasilania w wodę bieżącą zlewozmywaka. Z uwagi na sposób montażu, baterie zlewozmywakowe można podzielić na: sztorcowe i ścienne. Do baterii zlewozmywakowej odnosi się większość podziałów jak w przypadku "baterii wodociągowych". 